# Rodel vid olympiska vinterspelen 1980
Rodel vid olympiska vinterspelen 1980

## Herrsingel
| Medalj | Åkare                        | Tid      |
| ------ | ---------------------------- | -------- |
| Guld   | Bernhard Glass (Östtyskland) | 2:54.796 |
| Silver | Paul Hildgartner (Italien)   | 2:55.372 |
| Brons  | Anton Winkler (Västtyskland) | 2:56.545 |

## Herrdubbel
| Medalj | Åkare                                        | Tid      |
| ------ | -------------------------------------------- | -------- |
| Guld   | (Hans Rinn, Norbert Hahn) (Östtyskland)      | 1:19.331 |
| Silver | (Peter Gschnitzer, Karl Brunner) (Italien)   | 1:19.606 |
| Brons  | (Georg Fluckinger, Karl Schrott) (Österrike) | 1.19.795 |

Dubbellaget med Hans Rinn och Norbert Hahn blev de första att vinna en olympisk rodeltävling två gånger.

## Damsingel
| Medalj | Åkare                            | Tid      |
| ------ | -------------------------------- | -------- |
| Guld   | Vera Zozula (Sovjetunionen)      | 2:36.537 |
| Silver | Melitta Sollmann (Östtyskland)   | 2:37.657 |
| Brons  | Ingrida Amantova (Sovjetunionen) | 2:37.817 |

## Medaljställning
| Pl. | Nation        | Guld | Silver | Brons | Totalt |
| --- | ------------- | ---- | ------ | ----- | ------ |
| 1   | Östtyskland   | 2    | 1      | 0     | 3      |
| 2   | Sovjetunionen | 1    | 0      | 1     | 2      |
| 3   | Italien       | 0    | 2      | 0     | 2      |
| 4   | Västtyskland  | 0    | 0      | 1     | 1      |
| 4   | Österrike     | 0    | 0      | 1     | 1      |